# Red dot

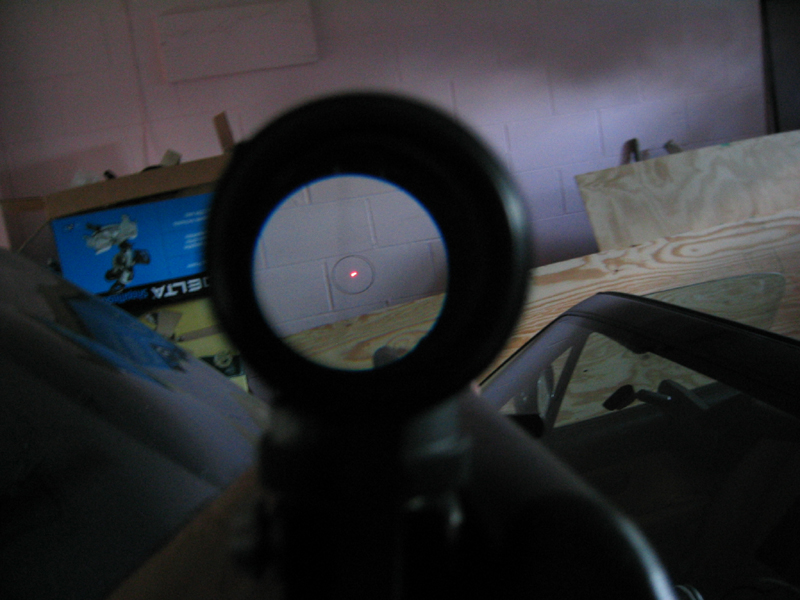
Vista da un mirino red dot

Il red dot è un tipo di mirino utilizzato originariamente in ambito militare, che può essere montato su differenti modelli di fucile d'assalto, pistole ed altre armi da fuoco.  Un classico esempio di red dot per fucili d'assalto é il Aimpoint CompM2.
Recentemente l'utilizzo del red dot si è esteso al campo civile, è stato infatti introdotto su larga scala come cercatore nei telescopi amatoriali, come mirino in fotografia, o come aiuto per la navigazione.
Al contrario del mirino ACOG 4x, è privo di ingrandimento, e invece del classico reticolo a tacche ha un solo punto rosso luminoso.

## Caratteristiche
I mirini di tipo red dot hanno ottenuto un buon successo principalmente per via di alcuni vantaggi che vantano rispetto ad altri tipi di mirini.
Innanzitutto sono più grandi e non hanno zoom, quindi consentono un maggior campo visivo durante la fase di puntamento. L'assenza dello zoom permette di usare entrambi gli occhi per mirare (uno nel mirino, e uno libero), e di vedere così il punto come se fosse trasparente sul bersaglio.

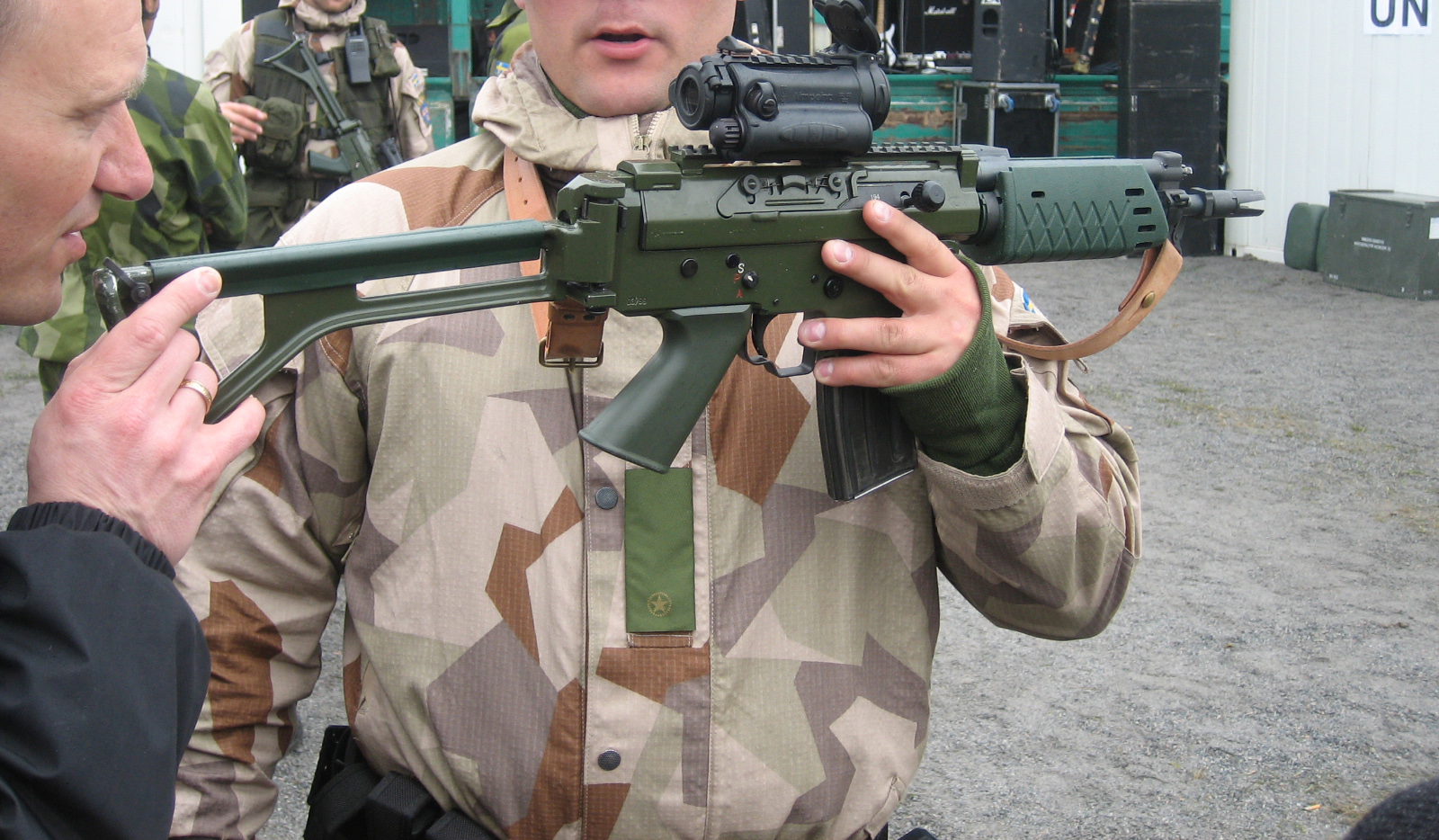
Un red dot di tipo Aimpoint su un fucile AK 5D

Un secondo vantaggio è la presenza di un solo puntino rosso luminoso invece del tradizionale reticolato: il punto dà meno disturbo durante il puntamento e rende più facile l'identificazione dei bersagli, poiché non ostacola la percezione dei dettagli circostanti. Inoltre, il punto luminoso può essere utilizzato anche in condizioni di luminosità insufficiente, poiché resta visibile anche su fondo scuro (al contrario del reticolato dell'Acog4x o degli altri mirini tradizionali).
Al contrario dei puntatori laser, non genera alcuna luce o artefatto ottico visibile dal bersaglio: il marcatore rosso è visibile solamente al tiratore secondo un complicato sistema di riflessione e rifrazione.
Il punto rosso è visibile anche senza accostare l'occhio alla lente, per cui il tempo di mira viene notevolmente ridotto: è di conseguenza possibile usare questo tipo di mirino anche senza prendere una posizione classica, riducendo i tempi di risposta del tiratore. Il punto standard copre 5 minuti di arco (MOA), ma vi sono mirini anche da 7, 10, 15 o 20 MOA, a punto o ad anello, occasionalmente dotati di un reticolo secondario.

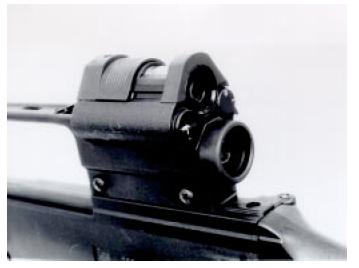
Un red dot può essere montato anche in combinazione con altri mirini, come su questo HK G36 dove è accoppiato a uno zoom 3x

Il principale svantaggio di questo tipo di mirino è l'ingrandimento ridotto rispetto ad altri mirini di dimensioni e peso equivalenti, che lo rende inadatto al tiro su lunga distanza. Inoltre, per la creazione del punto luminoso il red dot si affida a una fonte di alimentazione esterna, solitamente batterie: l'assenza di energia lo rende pressoché inutile.

## Tecnica
Il punto rosso viene realizzato tramite un sistema di riflessione speculare che proietta la luce di un led sulla lente anteriore dell'obiettivo. Il punto appare così come fosse proiettato attraverso la lente, apparentemente fluttuante nello spazio.
La luminosità è regolabile, per poter lasciare il punto visibile in condizioni di luce normale, ma non renderlo accecante di notte. I modelli militari regolano in genere la luminosità automaticamente tramite un sensore.
I modelli migliori sono dotati di un correttore di parallasse, per limitare la deviazione della linea di tiro dovuta al movimento della testa del tiratore. Si tratta comunque di sistemi che non hanno precisione pari ad altri metodi di puntamento tradizionali.
Vi sono due tipi di red dot: tubolari o aperti. Il primo tipo, più costoso e tecnologicamente avanzato, dotato di due lenti, consiste in un mirino di forma simile a quella tradizionale cilindrica, e può essere dotato di lenti polarizzate o antiriflesso. Il secondo, più leggero ed economico, è composto da una sola lente riflettente e permette un maggiore arco di visibilità al prezzo di minore precisione e resistenza.
I mirini red dot possono essere montati sulle slitte standard (slitta Picatinny) presenti sulle armi da fuoco, a volte anche affiancati a mirini con zoom ottici.
Poiché nelle versioni base sono piuttosto economici, i mirini red dot hanno ottenuto buona diffusione nel mondo della caccia e degli sport. Sono parte delle attrezzature solitamente usate durante le partite di softair.